# پیت‌کرن پی‌ای-۱۸
پیت‌کرن پی‌ای-۱۸ (به انگلیسی: Pitcairn_PA-18) یک هواگرد از نوع هواچرخ ورزشی ساخت شرکت Pitcairn Aircraft Company است. هواگرد پیت‌کرن پی‌ای-۱۸ نخستین پروازش را در ۱۹۳۲ میلادی انجام داد. در مجموع، تعداد ca 20 فروند از این هواگرد ساخته شده‌است.